# Dżem
Dżem is een Poolse blues- en rockband opgericht in 1973. Het is een van de invloedrijkste bluesbands in de Poolse muziekgeschiedenis. De bekende nummers zijn "Cegła" ("De Baksteen"), "Whisky" ("Whiskey") en "Wehikuł czasu" ("De Tijdmachine"). De band heeft zich onder andere laten inspireren door Grateful Dead en The Band.

## Bandleden
- Ryszard Riedel – zang
- Beno Otręba – basgitaar
- Adam Otręba – gitaar
- Paweł Berger – keyboard
- Jerzy Styczyński – gitaar

## Discografie
- 1985 - Dzień, w którym pękło niebo (De dag waarop de hemel scheurde)
- 1985 - Cegła (Baksteen)
- 1986 - Absolutely Live (Helemaal Live)
- 1987 - Zemsta nietoperzy (De wraak van de vleermuizen)
- 1988 - Tzw. przeboje – całkiem Live (De zogenaamde grootste hits, helemaal live)
- 1989 - Urodziny (Verjaardag)
- 1989 - Najemnik (Huursoldaat)
- 1989 - The Band Plays On... (De Band Speelt Voort)
- 1990 - Dżem Session 1 (Dżem Sessie 1)
- 1991 - Detox (Afkicken)
- 1992 - The Singles (De Singles)
- 1993 - Wehikuł czasu '92 (Tijd Machine'92)
- 1993 - Ciśnienie (Druk)
- 1993 - 14. urodziny (14e Verjaardag)
- 1993 - Autsajder (Buitenstaander)
- 1994 - Akustycznie (Akoestisch)
- 1994 - Akustycznie – suplement (Vervolg)
- 1995 - Kilka zdartych płyt
- 1995 - List do R. na 12 głosów
- 1997 - Pod wiatr (Tegen De Wind)
- 1999 - Dżem w operze cz. 1 i 2 (Jam in Opera deel. 1 & 2)
- 2000 - Być albo mieć (Te Zijn Of Te Hebben)
- 2004 - Złoty Paw (compilatie)
- 2004 - Dżem 2004
- 2005 - Przystanek Woodstock 2004 (live)
- 2005 - Skazany na bluesa (OST)
- 2007 - Pamięci Pawła Bergera (live)
- 2010 - Muza